# Piatt County
Das Piatt County ist ein County im US-amerikanischen Bundesstaat Illinois. Im Jahr 2010 hatte das County 16.729 Einwohner und eine Bevölkerungsdichte von 14,7 Einwohnern pro Quadratkilometer. Der Verwaltungssitz (County Seat) ist Monticello.

## Geografie
Das County liegt im östlichen Zentrum von Illinois, etwa 70 Kilometer vom geografischen Mittelpunkt des Bundesstaates. Es hat eine Fläche von 1140 Quadratkilometern, wovon ein Quadratkilometer Wasserfläche ist.
Von Nordosten nach Südwesten wird das County vom Sangamon River durchflossen, einem linken Nebenfluss des Illinois River.
An das Piatt County grenzen folgende Nachbarcountys:
|               | McLean County   |                  |
| DeWitt County |                 | Champaign County |
| Macon County  | Moultrie County | Douglas County   |

## Geschichte
Das Piatt County wurde am 20. Januar 1841 aus dem südöstlichen Teil des DeWitt County und dem nordöstlichen Teil des Macon County gebildet. Benannt wurde es nach Benjamin Piatt, einem Pionier, Juristen und Generalstaatsanwalt des Territoriums Illinois von 1810 bis 1813.

## Demografische Daten
Nach der Volkszählung im Jahr 2010 lebten im Piatt County 16.729 Menschen in 6507 Haushalten. Die Bevölkerungsdichte betrug 14,7 Einwohner pro Quadratkilometer. In den 6507 Haushalten lebten statistisch je 2,54 Personen.
Ethnisch betrachtet setzte sich die Bevölkerung zusammen aus 97,9 Prozent Weißen, 0,6 Prozent Afroamerikanern, 0,2 Prozent amerikanischen Ureinwohnern, 0,4 Prozent Asiaten sowie aus anderen ethnischen Gruppen; 0,9 Prozent stammten von zwei oder mehr Ethnien ab. Unabhängig von der ethnischen Zugehörigkeit waren 1,2 Prozent der Bevölkerung spanischer oder lateinamerikanischer Abstammung.
23,5 Prozent der Bevölkerung waren unter 18 Jahre alt, 59,8 Prozent waren zwischen 18 und 64 und 16,7 Prozent waren 65 Jahre oder älter. 50,4 Prozent der Bevölkerung war weiblich.

Das jährliche Durchschnittseinkommen eines Haushalts lag bei 58.837 USD. Das Pro-Kopf-Einkommen betrug 27.452 USD. 6,5 Prozent der Einwohner lebten unterhalb der Armutsgrenze.

## Ortschaften im Piatt County
City
- Monticello

Villages
| - Atwood1 - Bement - Cerro Gordo - Cisco | - De Land - Hammond - Mansfield |

Census-designated places (CDP)
- La Place
- White Heath

Andere Unincorporated Communities
| - Blue Ridge - Galesville - Lodge | - Milmine - Pierson Station |

1 – teilweise im Douglas County

## Gliederung

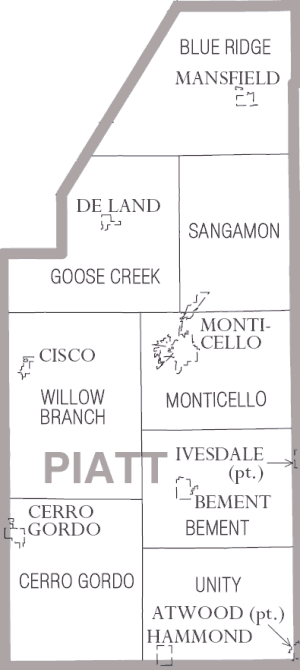
Townships im Piatt County

Das Piatt County ist in acht Townships eingeteilt:
| Township               | Einwohner (2010) | FIPS     |
| ---------------------- | ---------------- | -------- |
| Bement Township        | 1893             | 17-05157 |
| Blue Ridge Township    | 1480             | 17-06808 |
| Cerro Gordo Township   | 2046             | 17-12275 |
| Goose Creek Township   | 790              | 17-30523 |
| Monticello Township    | 5906             | 17-50257 |
| Sangamon Township      | 2357             | 17-67587 |
| Unity Township         | 1418             | 17-76888 |
| Willow Branch Township | 839              | 17-81906 |